# Инвеститура
Инвеститу́ра (позднелат. investitura от investio «облачаю, облекаю») — формальный юридический акт введения во владение имуществом или в должность и сопровождающая этот акт процедура. В Великобритании этим термином обозначают согласие парламента на начало деятельности правительства.

## В Средневековье
В средневековой Европе юридический акт передачи земельного владения или должности, закреплявший вассальную зависимость, или коронацией императорской короной, с наречения титулом императора, и сопровождавшийся церемонией передачи какого-либо символического предмета (кома земли, посоха, кинжала, перчатки, державы, скипетра, большой короны и т. д.) от сеньора к вассалу, или представителя церкви — епископа к нарекаемому. Обряд передачи совершался после оммажа (император приносил клятву перед Богом) и принесения клятвы верности. Символический смысл процедуры заключался в переходе обладания предметом от одного лица к другому. Обычай восходит к обряду дарения, когда акт вручения подарка подразумевает в будущем получение ответного дара и устанавливает, таким образом, связь между двумя лицами. Инвеститура в этом смысле представляет собой акт одаривания со стороны сеньора, который вручает вассалу собственность в обмен на клятву вассала в верности и его службу в будущем.

## Церковная инвеститура
Особым видом инвеституры является церковная инвеститура, состоявшая в назначении на церковные должности и введении в сан. Она сопровождалась двумя актами: вручением посоха и кольца, символизирующих духовную власть, и передачей скипетра — символа светской власти. До конца XI века право церковной инвеституры фактически принадлежало императорам Священной Римской империи. Церковные сановники являлись одновременно крупными светскими феодалами и в этом качестве находились в вассальных отношениях с императорами. Однако усиление Папства в середине XI века привело к попыткам церкви отстоять своё исключительное право в назначении прелатов. Первый открытый конфликт, известный как «Борьба за инвеституру», разразился между папой Григорием VII (1073—1085) и императором Генрихом IV (1056—1106). В 1075 папа запретил императору вручать инвеституру. В ответ император собрал своих епископов, которые объявили о низложении папы. Тогда папа отлучил Генриха от церкви и освободил его подданных от вассальной верности. Немецкие князья немедленно воспользовались этим, объявив, что отказываются подчиняться императору. У проигравшего Генриха не осталось другого выхода как признать своё поражение. В январе 1076 он совершил тяжёлый переход через Альпы и встретился с папой в североитальянском замке Каносса. Сняв с себя королевские регалии, в одежде кающегося грешника, босой и голодный, он три дня ждал соизволения на встречу и предстал перед папой на коленях. Однако успех папы оказался временным. Вскоре император усмирил мятежных вассалов и вторгся в Италию для свержения соперника. Понтифику пришлось бежать, он закончил свою жизнь в изгнании (1085). Однако после смерти Генриха Италия вышла из-под контроля императоров, и столкновения продолжались с переменным успехом ещё несколько десятилетий. Они закончились заключением в 1122 году компромиссного Вормского конкордата. По его условиям избранные прелаты получали духовную инвеституру от папы, а светскую (право на землевладение) от императора. В Германии обеспечивалось участие императора в избрании прелатов, которым сразу же давалась светская инвеститура, в Италии и Бургундии император был лишён участия в избрании и вручал инвеституру лишь по прошествии 6 месяцев.

## Современное положение
В современном конституционном праве под инвеститурой понимается процедура наделения того или иного должностного лица или группы лиц полномочиями, предусмотренными конституционным актом. В зависимости от субъектов, являющихся её источниками, принято различать парламентскую и народную инвеституру, в зависимости от субъектов, её получающих, — монаршую, президентскую и правительственную.